# Свети Терапонтий (Сяр)
„Свети Терапонтий“ (на гръцки: Ιερό Παρεκκλήσιο Αγίου Θεράποντος) е православна църква в източномакедонския град Сяр (Серес), Егейска Македония, Гърция, част от Сярската и Нигритска епархия на Вселенската патриаршия.

## Местоположение
Храмът е разположен на улица „Кесария“ № 19 в южната махала Кюплия.

## История
Църквата е издигната е през 1935 година, като за това свидетелства вградената мраморна плоча. През 1950 година храмът е реконструиран. В архитектурно отношение е малка кръстокуполна църква, като куполът е обновен в 1987 – 1990 година.